# Castolon
Castolon est une ville fantôme américaine dans le comté de Brewster, au Texas. Protégée au sein du parc national de Big Bend, elle accueille aujourd'hui un office de tourisme du National Park Service, le Castolon Visitor Center. La quasi-totalité des constructions qui s'y trouvent contribuent au district historique de Castolon, inscrit au Registre national des lieux historiques depuis le 6 septembre 1974. 